# Axel Jensens Minneslopp
Axel Jensens Minneslopp är ett årligt travlopp för varmblodstravare som körs över sprinterdistansen 1609 meter med autostart. Det är ett Grupp 2-lopp, det vill säga ett lopp av näst högsta internationella klass. Loppet avgjordes för första gången 1944 och går sedan dess av stapeln i mitten av november varje år på Bjerke Travbane utanför Oslo i Norge. Förstapris i loppet är 300 000 norska kronor.

## Vinnare
| År   | Häst           | Kusk                   | Tränare            | Odds  | Tid    |
| ---- | -------------- | ---------------------- | ------------------ | ----- | ------ |
| 2022 | Type A.        | Magnus Teien Gundersen | Frode Hamre        | 46,72 | 1.11,2 |
| 2021 | Fire n'Fury    | Mats E Djuse           | Stefan Melander    | 27.79 | 1.12,6 |
| 2020 | Ecurie D.      | Frode Hamre            | Frode Hamre        | 1.11  | 1.12,1 |
| 2019 | Zarenne Fas    | Rikard N. Skoglund     | Jerry Riordan      | 1.56  | 1.12,4 |
| 2018 | Vainqueur R.P. | Ulf Ohlsson            | Frode Hamre        | 3.01  | 1.11,8 |
| 2017 | Ferrari B.R.   | Per Oleg Midtfjeld     | Per Oleg Midtfjeld | 2.48  | 1.11,0 |
| 2016 | Twister Bi     | Christoffer Eriksson   | Jerry Riordan      | 3.88  | 1.11,5 |
| 2015 | Buzz Mearas    | Adrian Kolgjini        | Lutfi Kolgjini     | 1.75  | 1.10,4 |
| 2014 | Tumble Dust    | Björn Goop             | Tomas Malmqvist    | 3.88  | 1.11,7 |
| 2013 | Stelton        | Jeppe Juel             | Jeppe Juel         | 2.41  | 1.11,9 |
| 2012 | Broadway Legs  | Vidar Hop              | Frode Hamre        | 3.63  | 1.12,4 |
| 2011 | Winmecredit    | Frode Hamre            | Frode Hamre        | 4.60  | 1.13,2 |
| 2010 | I Won't Dance  | Lars Anvar Kolle       | Stig H. Johansson  | 2.39  | 1.13,0 |